# Campeonato Uruguaio de Futebol de 1951 – Segunda Divisão
O Campeonato Uruguaio de Segunda Divisão de 1951, também conhecido oficialmente como Campeonato Uruguayo de Primera División "B" de 1951 ou simplesmente como Primera "B" de 1951, foi a décima edição do torneio de segundo nível do futebol profissional do Uruguai. Organizado pela Associação Uruguaia de Futebol (AUF), a competição definiu a equipe que ascenderia à Primeira Divisão na temporada seguinte. O torneio foi marcado pela campanha invicta do Sud América, que garantiu o título e sua promoção à elite do futebol uruguaio.

## Regulamento e Formato
O campeonato foi disputado em um formato de pontos corridos, com oito equipes. Cada time enfrentou os demais duas vezes (turno e returno), totalizando 14 partidas por clube. A pontuação seguia o padrão:
- Vitória: 2 pontos
- Empate: 1 ponto
- Derrota: 0 pontos

Ao final, o time com mais pontos foi coroado campeão e promovido. O rebaixamento foi definido pelo sistema de promedios (média de pontos em 1950 e 1951), exceto para o Bella Vista (rebaixado em 1950) e Uruguay Montevideo (promovido em 1950), avaliados apenas por 1951.

## Equipes Participantes
As equipes da temporada foram:
- Sud América: Vice-campeão em 1950.
- Artigas, Fénix, Miramar, Progreso e Racing: Permaneceram na divisão.
- Bella Vista: Rebaixado da Primeira Divisão em 1950.
- Uruguay Montevideo: Promovido da Terceira Divisão em 1950.

## Desempenho e Classificação Final
O Sud América dominou a competição com 10 vitórias e 4 empates em 14 jogos, terminando invicto. Com 30 gols marcados e apenas 8 sofridos, teve o melhor ataque (ao lado do Fénix) e defesa do torneio.
A tabela final foi:
| P  | Equipe             | J  | V  | E | D | GF | GC | SG  | PTS |
| -- | ------------------ | -- | -- | - | - | -- | -- | --- | --- |
| 1º | Sud América        | 14 | 10 | 4 | 0 | 30 | 8  | 22  | 24  |
| 2º | Fénix              | 14 | 10 | 2 | 2 | 30 | 15 | 15  | 22  |
| 3º | Bella Vista        | 14 | 6  | 2 | 6 | 24 | 21 | 3   | 14  |
| 4º | Progreso           | 14 | 6  | 2 | 6 | 27 | 28 | −1  | 14  |
| 5º | Miramar            | 14 | 6  | 2 | 6 | 20 | 26 | −6  | 14  |
| 6º | Racing             | 14 | 3  | 4 | 7 | 14 | 23 | −9  | 10  |
| 7º | Artigas            | 14 | 2  | 4 | 8 | 16 | 26 | −10 | 8   |
| 8º | Uruguay Montevideo | 14 | 1  | 4 | 9 | 11 | 25 | −14 | 6   |

## Promoção e Rebaixamento
- Promovido à Primeira Divisão (1952): Sud América.
- Rebaixado por promedios: Uruguay Montevideo (6.0 pontos em 1951, sem média por ser recém-promovido).[4]

### Médias de rebaixamento (1950–1951)
- Sud América: 20.0
- Fénix: 17.5
- Bella Vista: 14.0
- Progreso: 13.0
- Miramar: 13.0
- Racing: 12.0
- Artigas: 8.0
- Uruguay Montevideo: 6.0

## Estatísticas

### Artilharia
- Raúl Laña (Sud América): 15 gols.[5]